# Galgula externa
Galgula externa là một loài bướm đêm trong họ Noctuidae.